# Пушленков, Михаил Фёдорович
Михаил Фёдорович Пушленков (19 сентября [2 октября] 1904, Ильинское, Тверская губерния — 27 июня 1994, Санкт-Петербург) — начальник лаборатории экстракционных процессов переработки ОЯТ Радиевого института, доктор технических наук, профессор, лауреат Ленинской премии.

## Биография
Родился в селе Ильинское Тверской губернии в крестьянской семье. Учился в церковно-приходской школе. В 1923 году переехал в Петроград, работал на заводах.
Окончил рабфак ЛГУ (1926—1931) и Индустриальный (Ленинградский политехнический) институт (1931—1936).
- 1936—1942 младший научный сотрудник, аспирант Института химической физики АН СССР (руководитель — академик Н. Н. Семёнов)
- 1942—1945 участник Великой Отечественной войны, начхим различных частей Карельского фронта, награждён орденом Красной Звезды (1945).

С  1945 по 1991 работал в Радиевом институте им В. Г. Хлопина:
- 1945—1952 − младший научный сотрудник, аспирант лаборатории № 2 (руководитель — чл.-корр. АН СССР Б. А. Никитин). С 1948 г. кандидат химических наук (диссертация по химии благородных газов)
- 1946—1954 секретарь партбюро
- 1951—1954 старший научный сотрудник лаборатории № 2
- 1954—1986 заведующий (начальник) экстаркционной лаборатории № 21 (52, 72)
- 1986—1991 старший научный сотрудник — консультант лаборатории № 74.

Доктор технических наук (1959, защита по докладу), профессор (1967). Тема работ — оружейный плутоний, экстракция плутония и урана.
Лауреат Ленинской премии (1962).
Награждён орденами Красной Звезды (1945), «Знак Почёта» (1951), Трудового Красного Знамени (1965), Ленина (1982).